# Kvilda
Kvilda är en ort i Tjeckien.   Den ligger i distriktet Okres Prachatice och regionen Södra Böhmen, i den sydvästra delen av landet, 130 km sydväst om huvudstaden Prag. Kvilda ligger 1 065 meter över havet och antalet invånare är 166.
Terrängen runt Kvilda är huvudsakligen kuperad, men den allra närmaste omgivningen är platt. Runt Kvilda är det glesbefolkat, med 14 invånare per kvadratkilometer. Närmaste större samhälle är Vimperk, 15,4 km öster om Kvilda. I omgivningarna runt Kvilda växer i huvudsak blandskog.